# Аксинте, Думитру
Думитру Аксинте (18 октября 1952, Бухарест, СРР) — румынский хоккеист (крайний нападающий).

## Биография
Родился 18 октября 1952 года в Бухаресте. В 1968 году вошёл в состав ХК Динамо (Бухарест) и играл вплоть до 1983 года. Начиная с 1973 года стал выступать в Сборной Румынии по хоккею с шайбой. В 1973 году стал Чемпионом Румынии по хоккею с шайбой. В период 1974-76 гг. трижды подряд стал вторым призёром. В период 1971-72 гг. участвовал в Чемпионатах Европы среди юниоров, в период 1973-76 гг.участвовал в Чемпионатах Мира и Европы по хоккею с шайбой. В 1976 году принял участие в Зимних Олимпийских играх. В сборной Румынии провёл 32 матча и забросил 11 шайб в ворота. Он совместно с Д.Тюряну и М.Костя составлял сильнейшую тройку нападающих. Выделялся отличной физической подготовкой, отлично передвигался на коньках и обладал резким стартовым рывком. Также являлся решительным, даже при жёсткой силовой игре. В 1983 году завершил спортивную карьеру.